# وایکیکی

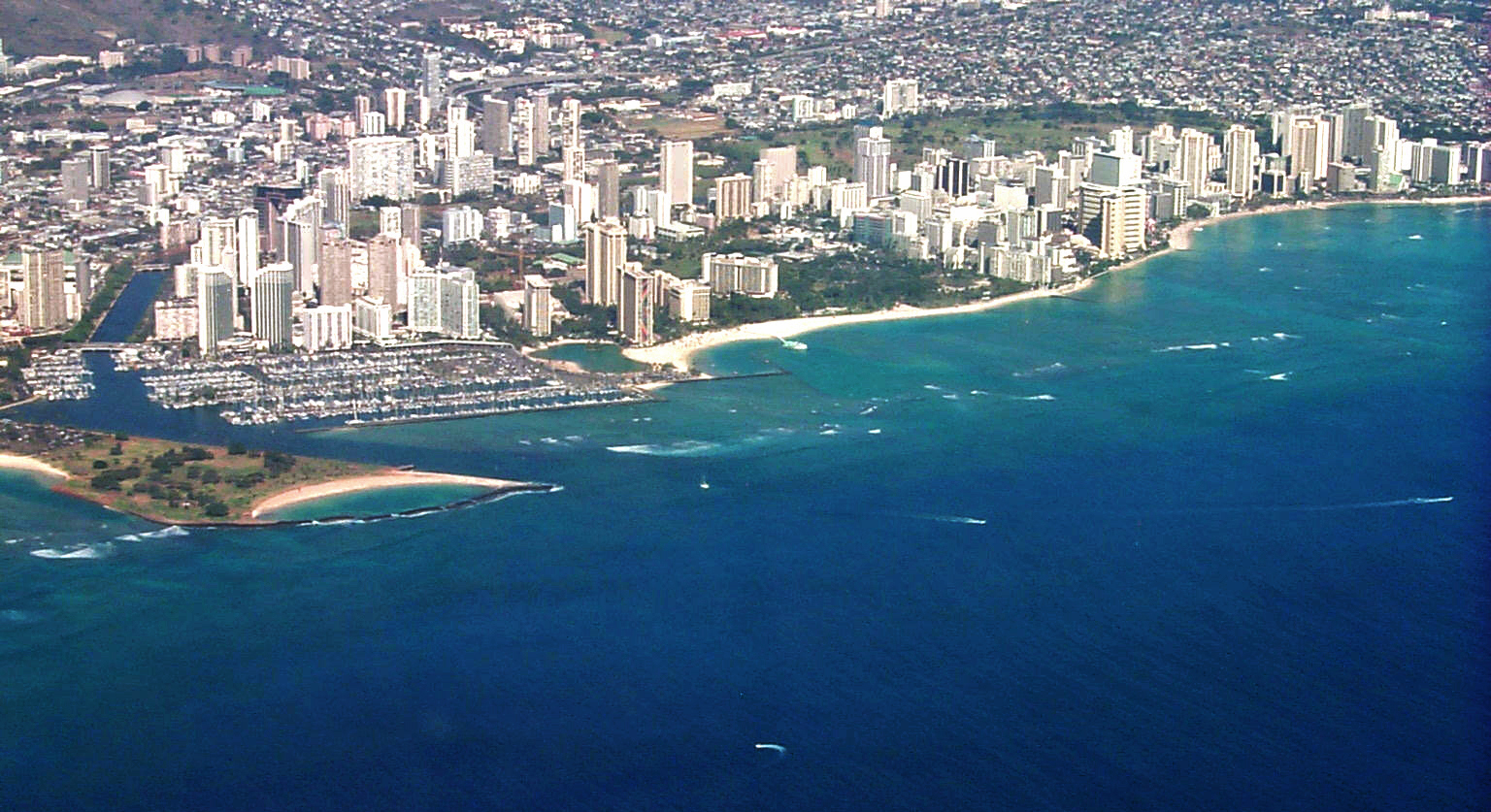

وایکیکی منطقه ای ساحلی است در هونولولو هاوائی آمریکا. این منطقه گردشگری دارای آسمان خراش های ساحلی است که به عنوان هتل استفاده می شوند. خیابان کالاکوآ در این منطقه است که جهانگردان برای خرید به آنجا می روند.

## نگارخانه

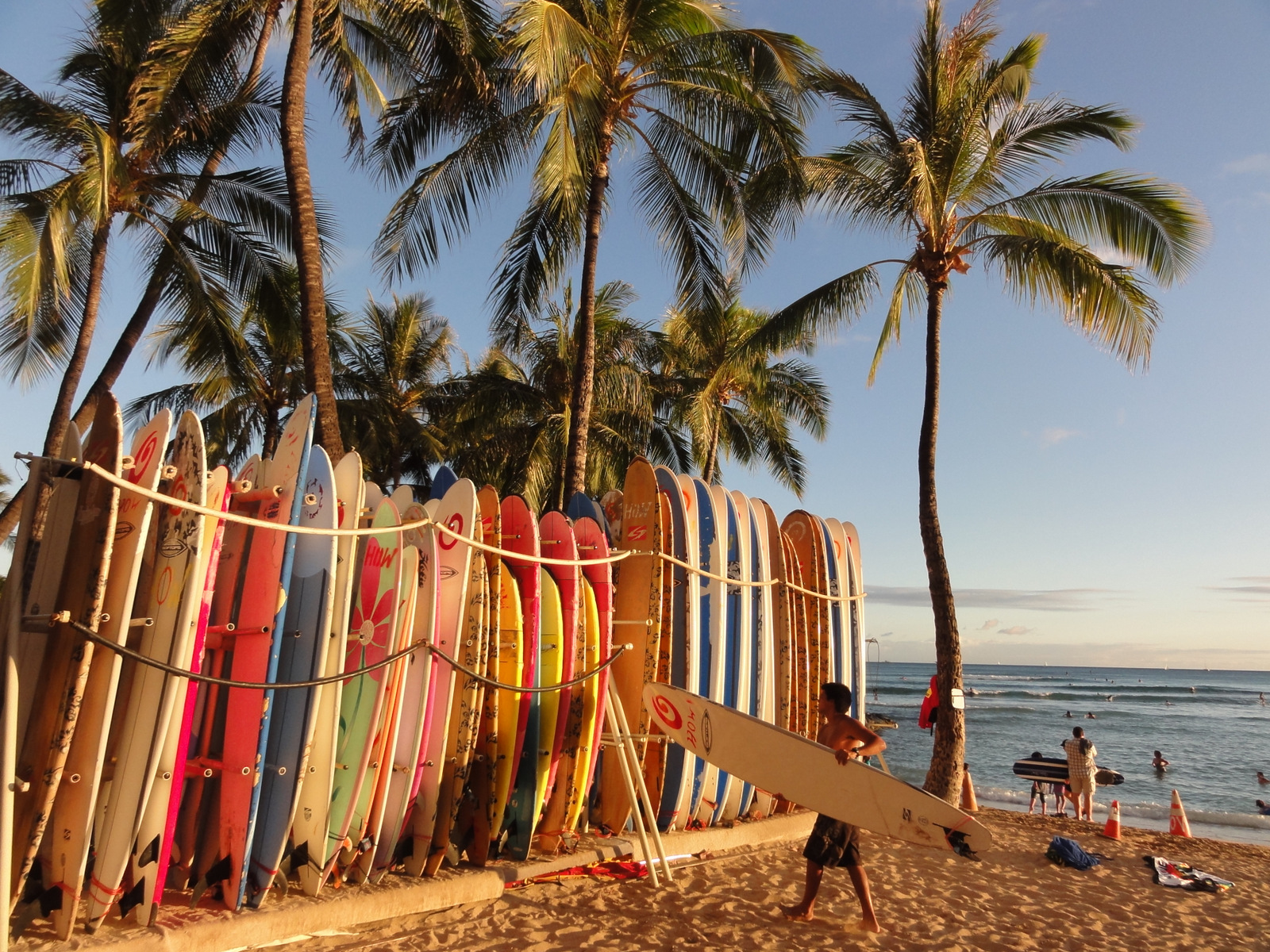
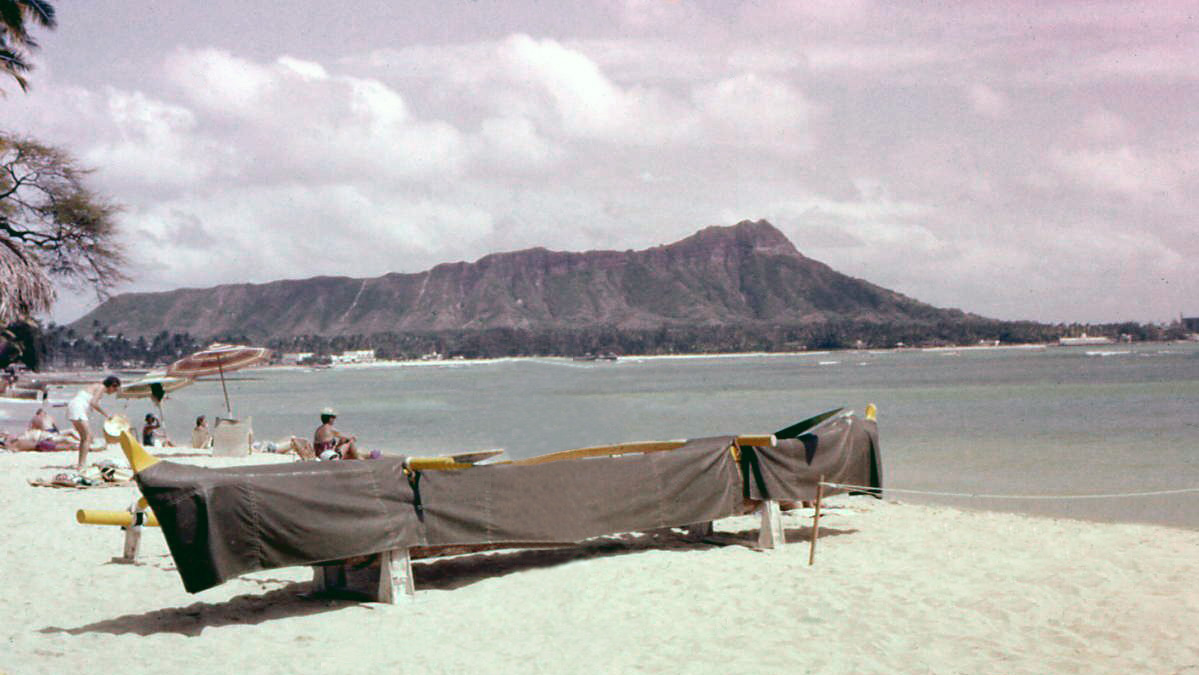
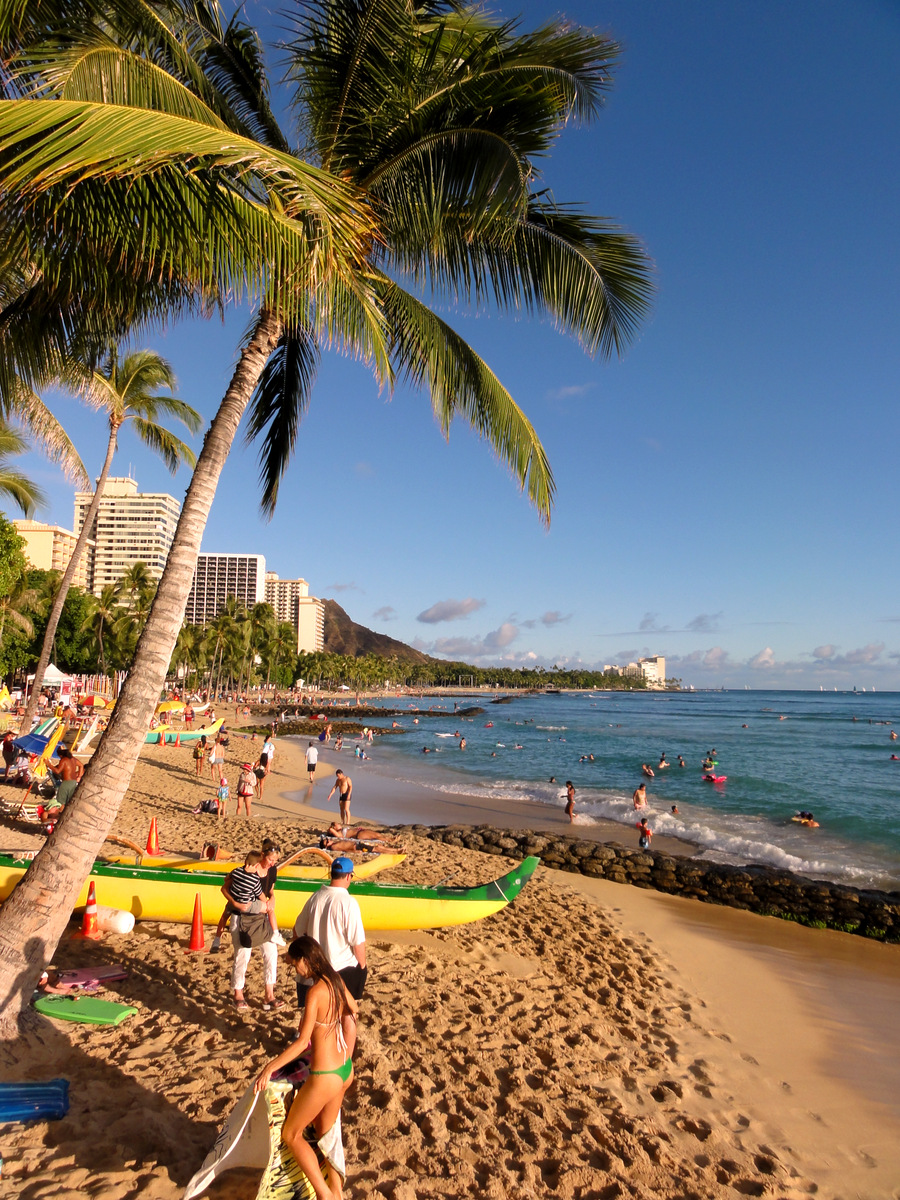
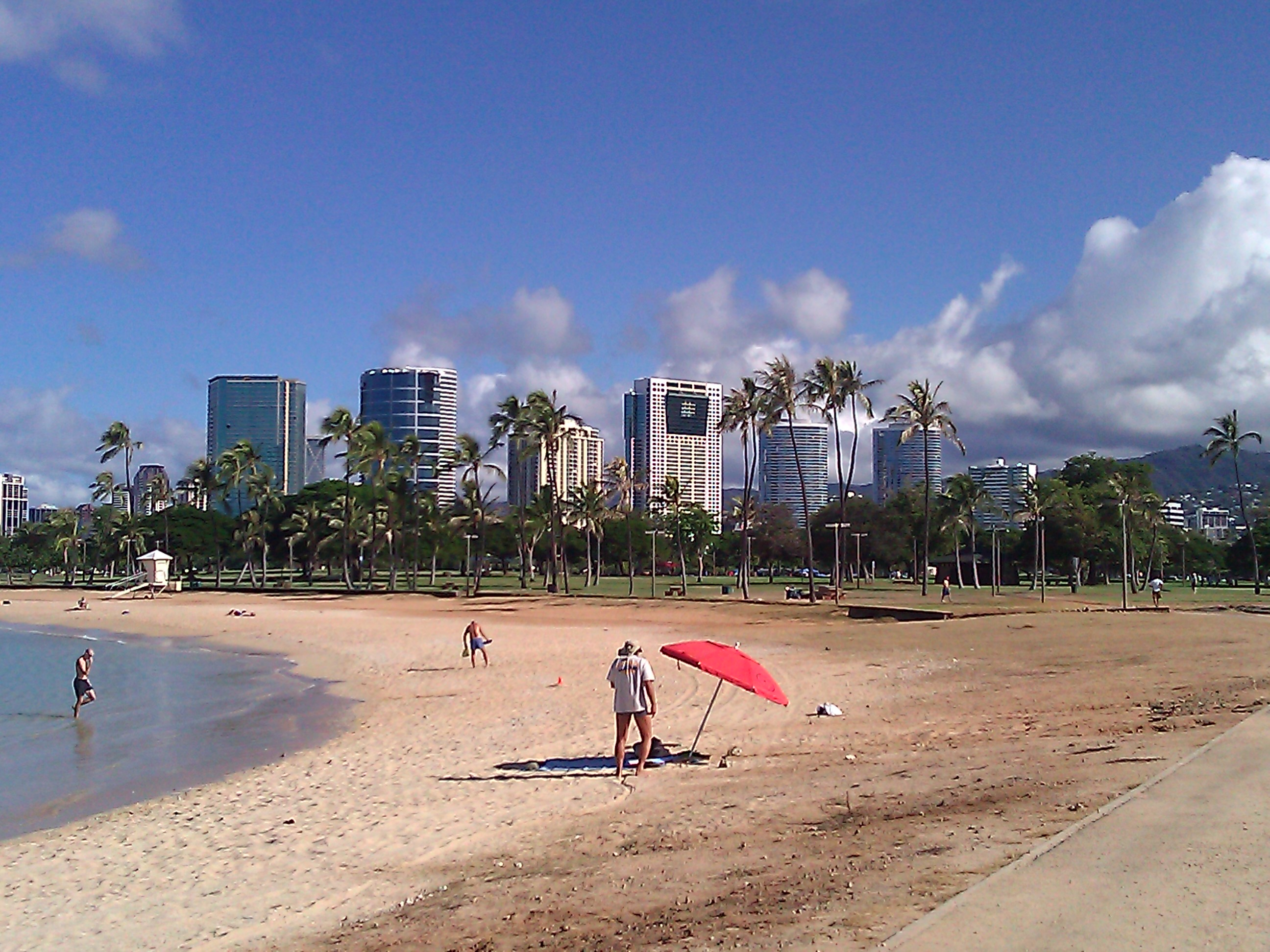
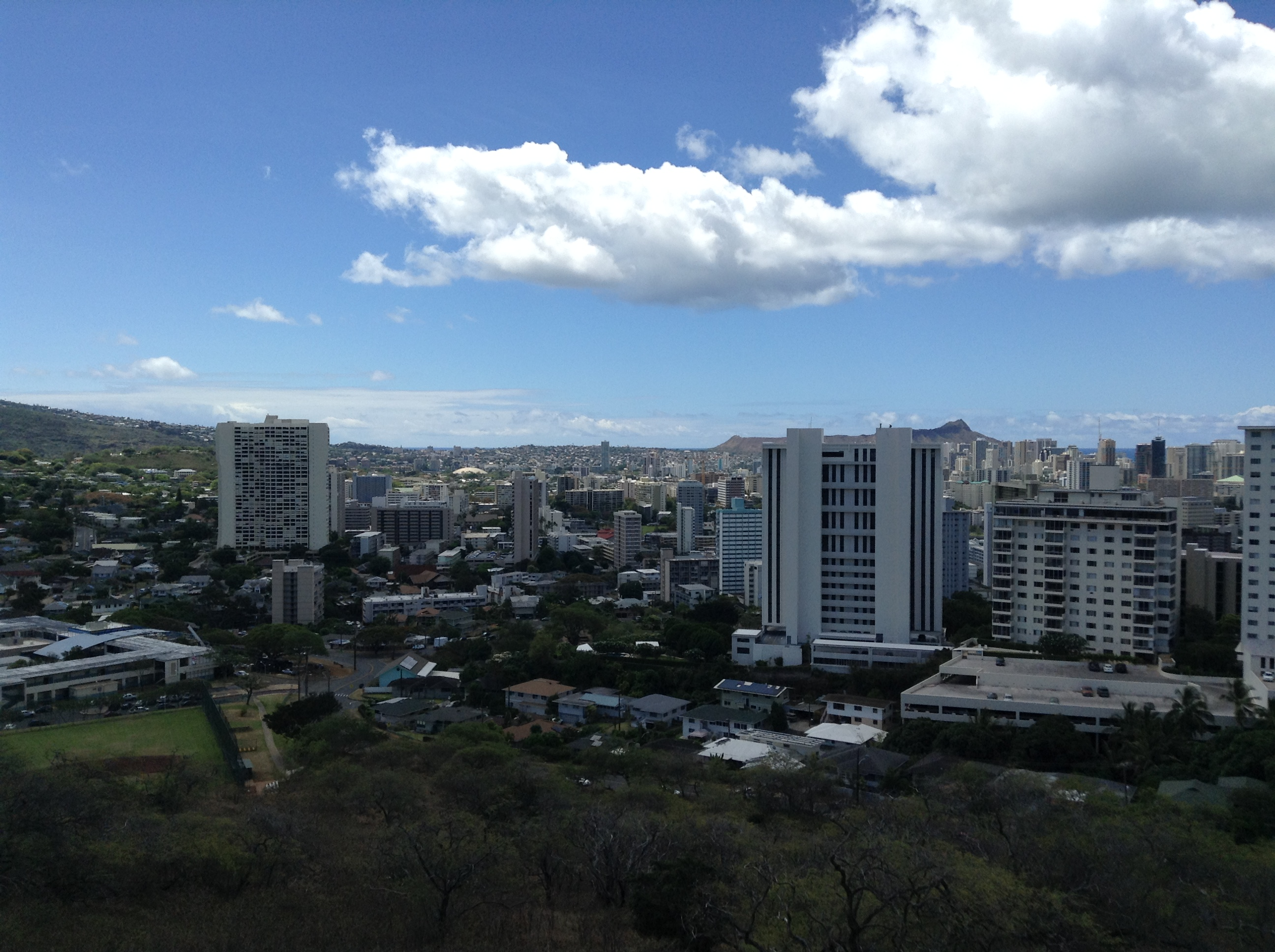